# 邹阳 (篮球运动员)
邹阳（2000年5月7日—），重庆人，中国男子篮球运动员，司职大前锋或小前锋，现效力于中国男子篮球职业联赛（CBA）的福建鲟浔兴篮球俱乐部，前中国大学生篮球联赛（CUBA）清华大学队成员，曾三次取得CUBA冠军。

## 生平
邹阳于2018年考入清华大学，2020年、2021年及2022年帮助清华大学队连续三年获得中国大学生篮球联赛总冠军。
2023年CBA选秀，作为选秀状元热门人选的邹阳仅仅排名第五，被福建鲟浔兴篮球俱乐部选中。2023年10月22日，他在对阵浙江广厦的比赛中迎来首秀，送出15分10篮板，成为CBA联赛历史上第一位生涯首秀达到两双的选秀球员。2024年CBA全明星赛，邹阳入选星锐二年级队，对阵前一年全明星赛代表的大学生联队。

## 数据

### CBA常规赛
| 賽季    | 球隊         | GP | GS | MPG  | FG%  | 3P%  | FT%  | RPG | APG | SPG | BPG | PPG  |
| ------- | ------------ | -- | -- | ---- | ---- | ---- | ---- | --- | --- | --- | --- | ---- |
| 2023-24 | 福建浔兴股份 | 50 | 32 | 31.4 | 48.8 | 29.2 | 77.2 | 8.2 | 1.6 | 1.6 | 0.7 | 13.2 |

## 外部連結
- 邹阳在fiba3x3.com（英语）
- 邹阳在Basketball-Reference.com（國際）（英语）
- 邹阳在Eurobasket.com（球員）（英语）
- 邹阳在RealGM（英语）
- 邹阳在Proballers（英语）
- 邹阳在中国篮球数据库（新浪网）